# Valencisse
Valencisse est une commune nouvelle, située dans le département de Loir-et-Cher en région Centre-Val de Loire, créée le 1er janvier 2016. Elle est issue du regroupement de deux communes : Molineuf et Orchaise, qui sont devenues « communes déléguées », auxquelles s'est jointe la commune de Chambon-sur-Cisse l'année suivante. Son chef-lieu est fixé à Molineuf.
Située dans la région naturelle de la Touraine, Valencisse est traversée par la Cisse, un affluent de la Loire, qui confère à son territoire un caractère rural et verdoyant.
La commune, qui fait partie de l'aire d'attraction de Blois, bénéficie de la proximité de cette ville historique, tout en offrant un cadre de vie plus paisible et naturel. Valencisse est également membre de la communauté d'agglomération de Blois, participant ainsi à la gestion commune de nombreux services et au développement du territoire. Le patrimoine architectural de la commune se distingue par la présence d'églises anciennes, de châteaux et de manoirs, témoins d'une riche histoire locale.

## Géographie

### Territoire
Le territoire de Valencisse ressemble à celui de sa voisine constituée en 2017, Valloire-sur-Cisse. Avec une superficie totale d'environ 44 km2, Valencisse est cependant un peu plus grande. La principale différence est que Valencisse ne borde pas la Loire, n'est pas non plus desservie par le train, mais ses trois communes constituantes se concentrent toutes sur la vallée de la Cisse, permettant à la commune nouvelle d'avoir un territoire relativement uni avec des axes de communication déjà adaptés.

### Localisation et communes limitrophes
La commune de Valencisse se trouve au centre-ouest du département de Loir-et-Cher, dans la petite région agricole des Vallée et Coteaux de la Loire,. À vol d'oiseau, elle se situe à 8,3 km de Blois, préfecture du département et à 9,1 km de Veuzain-sur-Loire, chef-lieu du canton de Veuzain-sur-Loire dont dépend la commune depuis 2015. La commune fait en outre partie du bassin de vie de Blois.
Les communes les plus proches sont : Valloire-sur-Cisse (2,5 km), Saint-Lubin-en-Vergonnois (5,8 km), Saint-Sulpice-de-Pommeray (6 km), Herbault (7,2 km), Santenay (7,4 km) et Blois (10 km).

### Paysages et relief
Dans le cadre de la Convention européenne du paysage, adoptée le 20 octobre 2000 et entrée en vigueur en France le 1er juillet 2006, un atlas des paysages de Loir-et-Cher a été élaboré en 2010 par le CAUE de Loir-et-Cher, en collaboration avec la DIREN Centre (devenue DREAL en 2011), partenaire financier. Les paysages du département s'organisent ainsi en huit grands ensembles et 25 unités de paysage,. La commune fait partie de deux unités de paysage : « la vallée de la Cisse Blésoise » et « la Gâtine Tourangelle ».
La Cisse naît sur le plateau de Beauce, mais elle ne présente vraiment un profil de vallée qu'à partir de Saint-Bohaire, où les coteaux sont visuellement marqués et s'élèvent à 25 mètres de haut. Plus à  l'aval, autour de Valencisse, ils atteignent 45 mètres et retrouvent une trentaine de mètres à l'approche de la vallée de la Loire. Le dessin de la vallée est renforcé par la platitude de son fond qui contraste avec la vigueur de ses coteaux. Les nombreux méandres et les boucles de Valencisse enrichissent la morphologie de la Cisse, qui déroule progressivement un paysage tout en souplesse.
La Gâtine tourangelle se présente comme un plateau agricole aux paysages ouverts marqués par de grands massifs boisés et des boqueteaux épars et de tailles variées. Sur ces terres à la fois lourdes et plus caillouteuses qu'en Beauce, l'agriculture laisse par endroits la place à des bois qui occupent les moins bonnes terres. Globalement aplani, le relief s'anime par endroits de légères ondulations en rebord de la vallée de la Cisse, de la Loire, ou de la Brenne. Ces trois vallées drainent les eaux de surface du plateau à travers des micro-vallons qui se creusent petit à petit en atteignant la couche calcaire sous-jacente. Ces entailles dans le plateau constituent des paysages particuliers, plus verdoyants et intimistes, bornés par les coteaux boisés.
L'altitude du territoire communal varie de 72 mètres à 146 mètres,.

### Hydrographie

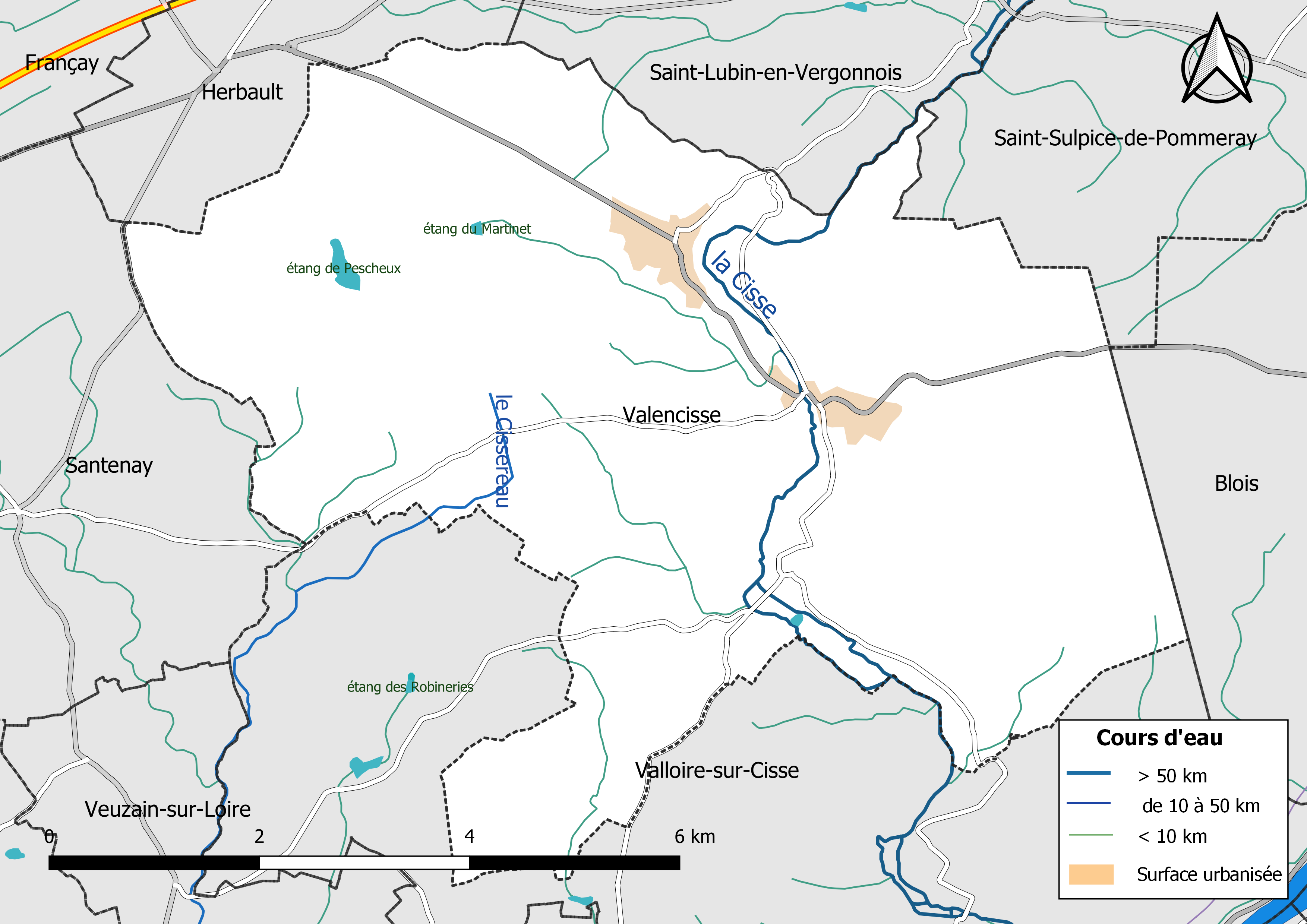
Réseau hydrographique de Valencisse.

La commune est drainée par la Cisse (3,825 km) et par deux petits cours d'eau, constituant un réseau hydrographique de 4,84 km de longueur totale.
La Cisse traverse la commune du nord-est vers le sud-ouest. D'une longueur totale de 87,7 km, elle prend sa source dans la commune de Rhodon et se jette dans la Loire à Rochecorbon (37), après avoir traversé 23 communes.
Sur le plan piscicole, ce cours d'eau est classé en première catégorie, où le peuplement piscicole dominant est constitué de salmonidés (truite, omble chevalier, ombre commun, huchon).

### Climat
Pour des articles plus généraux, voir Climat du Centre-Val de Loire et Climat de Loir-et-Cher.
En 2010, le climat de la commune est de type climat océanique dégradé des plaines du Centre et du Nord, selon une étude du CNRS s'appuyant sur une série de données couvrant la période 1971-2000. En 2020, Météo-France publie une typologie des climats de la France métropolitaine dans laquelle la commune est exposée à un climat océanique altéré et est dans la région climatique Moyenne vallée de la Loire, caractérisée par une bonne insolation (1 850 h/an) et un été peu pluvieux.
Pour la période 1971-2000, la température annuelle moyenne est de 11,1 °C, avec une amplitude thermique annuelle de 15,4 °C. Le cumul annuel moyen de précipitations est de 686 mm, avec 11,3 jours de précipitations en janvier et 6,8 jours en juillet. Pour la période 1991-2020, la température moyenne annuelle observée sur la station météorologique de Météo-France la plus proche, « Blois », sur la commune de Villefrancœur à 13 km à vol d'oiseau, est de 11,8 °C et le cumul annuel moyen de précipitations est de 641,4 mm,. Pour l'avenir, les paramètres climatiques de la commune estimés pour 2050 selon différents scénarios d'émission de gaz à effet de serre sont consultables sur un site dédié publié par Météo-France en novembre 2022.

### Milieux naturels et biodiversité
Aucun espace naturel présentant un intérêt patrimonial n'est recensé sur la commune dans l'inventaire national du patrimoine naturel,,.

## Urbanisme

### Typologie
Au 1er janvier 2024, Valencisse est catégorisée commune rurale à habitat dispersé, selon la nouvelle grille communale de densité à sept niveaux définie par l'Insee en 2022.
Elle est située hors unité urbaine. Par ailleurs la commune fait partie de l'aire d'attraction de Blois, dont elle est une commune de la couronne,. Cette aire, qui regroupe 78 communes, est catégorisée dans les aires de 50 000 à moins de 200 000 habitants,.

### Occupation des sols
Selon l'Insee, Valencisse est une commune rurale, car elle n'appartient à aucune unité urbaine,,.
L'occupation des sols est marquée par l'importance des espaces agricoles et naturels (96,7 %). La répartition détaillée ressortant en 2012 de la base de données européenne d'occupation biophysique des sols Corine Land Cover est la suivante :

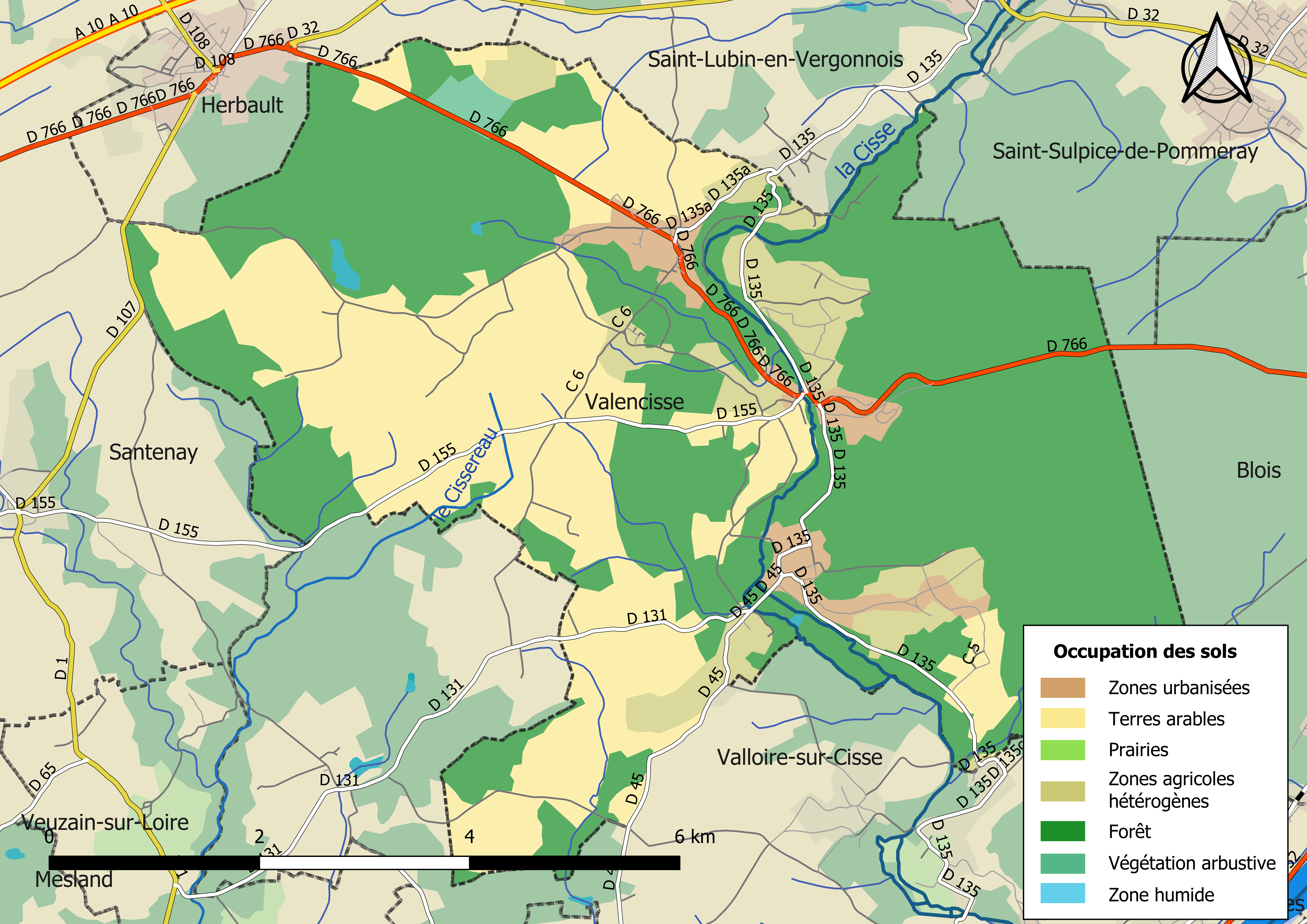
Carte des infrastructures et de l'occupation des sols de la commune en 2018 (CLC).

terres arables (6,5 %),
zones agricoles hétérogènes (14,7 %),
forêts (75,4 %),
zones urbanisées (3,3 %).
Le territoire présente une identité forte autour de l'eau : le paysage est riche d'une diversité de points de vue liés aux vallées (Cisse et Loire), et d'ouvrages liés à l'eau. À l'échelle de l'unité géographique « Veuzain-sur-Loire / Chaumont-sur-Loire », qui regroupe sept communes, dont Valencisse, la consommation d'espaces agricoles et naturels pour répondre aux besoins de développement a été soutenue : 81 % des aménagements (logements, équipements, entreprises) ont été réalisés sur de nouveaux terrains, soit 112 hectares entre 2002 et 2015.

### Planification
La loi SRU du 13 décembre 2000 a incité fortement les communes à se regrouper au sein d'un établissement public, pour déterminer les partis d'aménagement de l'espace au sein d'un SCoT, un document essentiel d'orientation stratégique des politiques publiques à une grande échelle. La commune est dans le territoire du SCOT du Blésois, approuvé en 2006 et révisé en juillet 2016.
En matière de planification, la commune disposait en 2017 d'un plan local d'urbanisme en révision. Par ailleurs, à la suite de la loi ALUR (loi pour l'accès au logement et un urbanisme rénové) de mars 2014, un plan local d'urbanisme intercommunal couvrant le territoire de la Communauté d'agglomération de Blois « Agglopolys » a été prescrit le 3 décembre 2015.

### Habitat et logement
Le tableau ci-dessous présente la typologie des logements à Valencisse en 2016 en comparaison avec celle du Loir-et-Cher et de la France entière. Une caractéristique marquante du parc de logements est ainsi une proportion de résidences secondaires et logements occasionnels (17,1 %) inférieure à celle du département (18 %) mais supérieure à celle de la France entière (9,6 %). Concernant le statut d'occupation de ces logements, 87,1 % des habitants de la commune sont propriétaires de leur logement (85,7 % en 2011), contre 68,1 % pour le Loir-et-Cher et 57,6 pour la France entière.
|                                                         | Valencisse | Loir-et-Cher | France entière |
| ------------------------------------------------------- | ---------- | ------------ | -------------- |
| Résidences principales (en %)                           | 72,5       | 74,5         | 82,3           |
| Résidences secondaires et logements occasionnels (en %) | 17,1       | 18           | 9,6            |
| Logements vacants (en %)                                | 10,4       | 7,5          | 8,1            |

### Risques majeurs
Le territoire communal de Valencisse est vulnérable à différents aléas naturels : inondations (par débordement de la Cisse), climatiques (hiver exceptionnel ou canicule), feux de forêts, mouvements de terrains ou sismique (sismicité très faible).
Il est également exposé à un risque technologique : le transport de matières dangereuses,.

#### Risques naturels

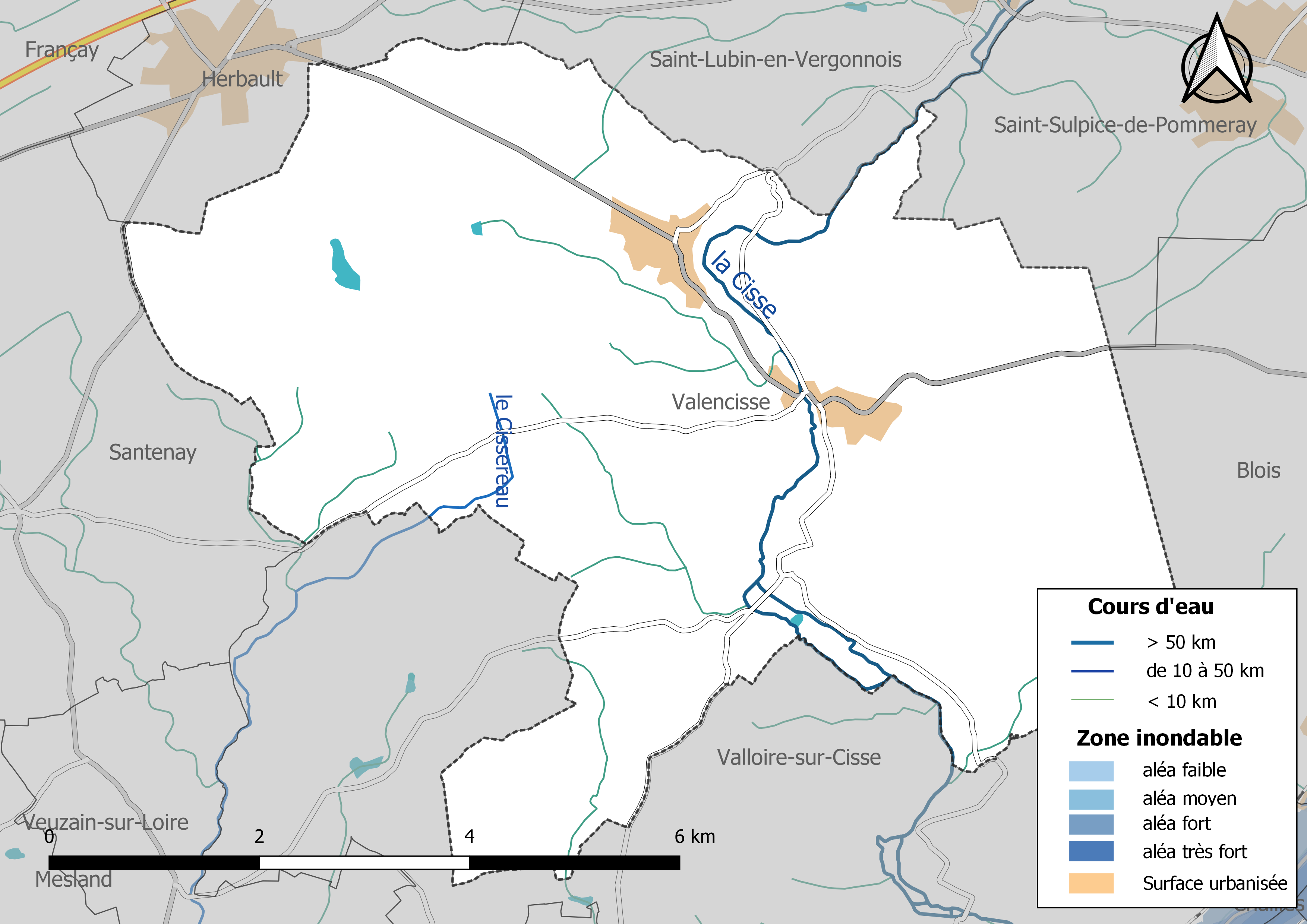
Zones inondables de la commune de Valencisse.

Les mouvements de terrains susceptibles de se produire sur la commune sont soit liés au retrait-gonflement des argiles, soit des chutes de blocs, soit des glissements de terrains, soit des effondrements liés à des cavités souterraines. Le phénomène de retrait-gonflement des argiles est la conséquence d'un changement d'humidité des sols argileux. Les argiles sont capables de fixer l'eau disponible mais aussi de la perdre en se rétractant en cas de sécheresse. Ce phénomène peut provoquer des dégâts très importants sur les constructions (fissures, déformations des ouvertures) pouvant rendre inhabitables certains locaux. La carte de zonage de cet aléa peut être consultée sur le site de l'observatoire national des risques naturels Georisques. Une autre carte permet de prendre connaissance des cavités souterraines localisées sur la commune.
La dernière crue de la Cisse remonte, selon mémoire, à 2001. Toutefois des crues historiques de 1900 et 1960 ont été signalées.

#### Risques technologiques
Le risque de transport de marchandises dangereuses sur la commune est lié à sa traversée par une route à fort trafic et une canalisation de transport de gaz. Un accident se produisant sur de telles infrastructures est en effet susceptible d'avoir des effets graves au bâti ou aux personnes jusqu'à 350 m, selon la nature du matériau transporté. Des dispositions d'urbanisme peuvent être préconisées en conséquence.

## Toponymie
Le choix du nom de la commune nouvelle s'est porté sur sa situation géographique. En effet, Valencisse est une référence directe au val de la Cisse, sur lequel s'est formée l'intégralité de la commune.

## Histoire

### Avant 2016
La commune nouvelle de Valencisse, créée en 2016, est la combination des communes aujourd’hui déléguées de :
- Chambon-sur-Cisse, ancien village gaulois qui s'est plus tard développé autour de la plus ancienne possession de l'abbaye de Marmoutier, concédée par le roi Louis le Pieux, fils de Charlemagne ;
- Molineuf, qui s'est développé à partir du XIe siècle en même temps que le château de Bury, ancien château fort des comtes de Blois qui fut un temps considéré comme le rival de Chambord ;
- Orchaise, qui s'est développé à partir du XIe siècle autour d'un prieuré.

#### Événements communs aux trois communes déléguées
Néanmoins, les trois communes constituantes de Valencisse ont connu des épisodes identiques :
- Entre 1356 et 1365, les trois villages, en plus du fort de Bury, sont occupés par des Gascons, alliés des Anglais, lors de la guerre de Cent Ans ;
- Les habitations se sont développées après la Révolution et la confiscation de biens du clergé ou de la noblesse ;
- Entre 1870 et février 1871, les trois communes sont cette fois occupées par des Allemands, lors de la guerre franco-prussienne ;
- Entre 1904 et 1934, chacune des communes était desservie par une ligne unique de tramways à vapeur reliant Blois à Château-Renault ;
- Entre 1940 et août 1944, les trois communes sont de nouveau occupées par des Allemands, lors de la Seconde Guerre mondiale ;
- En 2012, les trois communes, jusque là[Depuis quand ?] membres de la communauté de communes Beauce - Val de Cisse, rejoignent celle de Blois, Agglopolys.

### Depuis 2016
La commune de Valencisse fait partie de la seconde génération de communes nouvelles suivant la réforme des collectivités territoriales de 2015. La commune est officiellement créée le 1er janvier 2016 par un arrêté préfectoral du 19 décembre 2015. D'abord composée seulement de Molineuf, chef-lieu, et d'Orchaise, la commune est agrandie de Chambon-sur-Cisse l'année suivante.

## Politique et administration

### Conseil municipal
Jusqu'aux prochaines élections municipales de 2020, le conseil municipal de la nouvelle commune est constitué de l'ensemble des conseillers municipaux des anciennes communes. Un nouveau maire est élu début 2016. Les maires actuels des communes deviennent maires délégués de chacune des anciennes communes.
| Nom               | Code Insee | Intercommunalité    | Superficie (km2) | Population (dernière pop. légale) | Densité (hab./km2) |
| ----------------- | ---------- | ------------------- | ---------------- | --------------------------------- | ------------------ |
| Molineuf (siège)  | 41142      | CA Blois-Agglopolys | 11,02            | 784 (2013)                        | 71                 |
| Chambon-sur-Cisse | 41033      | CA Blois-Agglopolys | 12,71            | 676 (2014)                        | 53                 |
| Orchaise          | 41169      | CA Blois-Agglopolys | 20,03            | 951 (2013)                        | 47                 |

### Liste des maires
| Période        | Période  | Identité           | Étiquette | Qualité |
| -------------- | -------- | ------------------ | --------- | ------- |
| 7 janvier 2016 | mai 2020 | Jean-Yves Guellier |           |         |
| mai 2020       | En cours | Gérard Charzat     |           |         |

## Équipements et services

### Desserte de transports publics

#### Desserte ferroviaire
La gare ferroviaire la plus proche se trouve au sein de la commune voisine de Valloire-sur-Cisse, où l'on peut de rejoindre depuis la gare de Chouzy les villes de Blois, Orléans et Tours en TER.

### Eau et assainissement
L'organisation de la distribution de l'eau potable, de la collecte et du traitement des eaux usées et pluviales relève des communes. La compétence eau et assainissement des communes est un service public industriel et commercial (SPIC).

#### Assainissement des eaux usées
En 2019, la gestion du service d'assainissement collectif de la commune de Valencisse est assurée par la communauté d'agglomération Agglopolys qui a le statut de régie à autonomie financière.
Trois stations de traitement des eaux usées sont en service au 1er janvier 2019 sur le territoire communal :
- « Les Planches », un équipement utilisant la technique du lagunage naturel, avec prétraitement, dont la capacité est de 545 EH, mis en service le 1er septembre 1985[52] ;
- « Les Rinceaux », un équipement utilisant la technique du lagunage naturel, infiltration et filtres plantés, dont la capacité est de 1 200 EH, mis en service le 1er janvier 2006[53] ;
- « Saint Lubin », un équipement utilisant la technique de l'aération par boues activées, avec prétraitement, dont la capacité est de 1 200 EH, mis en service le 1er janvier 2003[54].

L'assainissement non collectif (ANC) désigne les installations individuelles de traitement des eaux domestiques qui ne sont pas desservies par un réseau public de collecte des eaux usées et qui doivent en conséquence traiter elles-mêmes leurs eaux usées avant de les rejeter dans le milieu naturel. La Communauté d'agglomération de Blois « Agglopolys » assure pour le compte de la commune le service public d'assainissement non collectif (SPANC), qui a pour mission de vérifier la bonne exécution des travaux de réalisation et de réhabilitation, ainsi que le bon fonctionnement et l'entretien des installations.

### Sécurité, justice et secours
La sécurité de la commune est assurée par la brigade de gendarmerie d'Herbault Herbault - Veuzain qui dépend du groupement de gendarmerie départementale de Loir-et-Cher installé à Blois.
En matière de justice, Valencisse relève du conseil de prud'hommes de Blois, de la Cour d'appel d'Orléans (juridiction de Blois), de la Cour d'assises de Loir-et-Cher, du tribunal administratif de Blois, du tribunal de commerce de Blois et du tribunal judiciaire de Blois.

## Population et société

### Démographie
| Nom               | Code Insee | Intercommunalité    | Superficie (km2) | Population (dernière pop. légale) | Densité (hab./km2) |
| ----------------- | ---------- | ------------------- | ---------------- | --------------------------------- | ------------------ |
| Molineuf (siège)  | 41142      | CA Blois-Agglopolys | 11,02            |                                   |                    |
| Chambon-sur-Cisse | 41033      | CA Blois-Agglopolys | 12,71            | 676 (2014)                        | 53                 |
| Orchaise          | 41169      | CA Blois-Agglopolys | 20,03            |                                   |                    |

#### Évolution démographique
L'évolution du nombre d'habitants est connue à travers les recensements de la population effectués dans la commune depuis sa création.

En 2022, la commune comptait 2 329 habitants, en évolution de −3,52 % par rapport à 2016 (Loir-et-Cher : −1,15 %, France hors Mayotte : +2,11 %).
| 2015  | 2020  | 2022  |
| ----- | ----- | ----- |
| 2 421 | 2 331 | 2 329 |

## Économie
Il convient de se reporter aux articles consacrés aux anciennes communes fusionnées.

## Culture locale et patrimoine

### Lieux et monuments

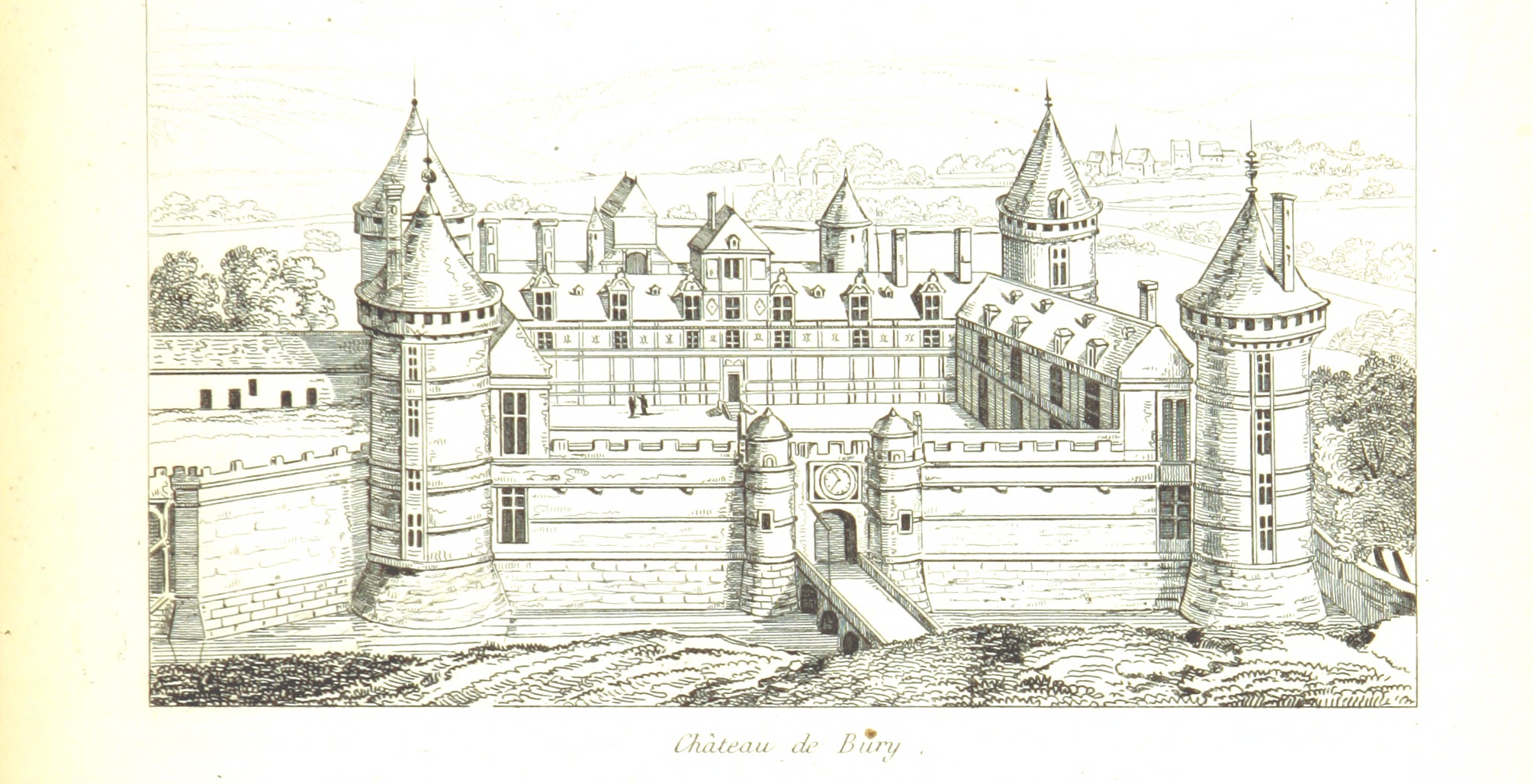
Le château de Bury en 1839.

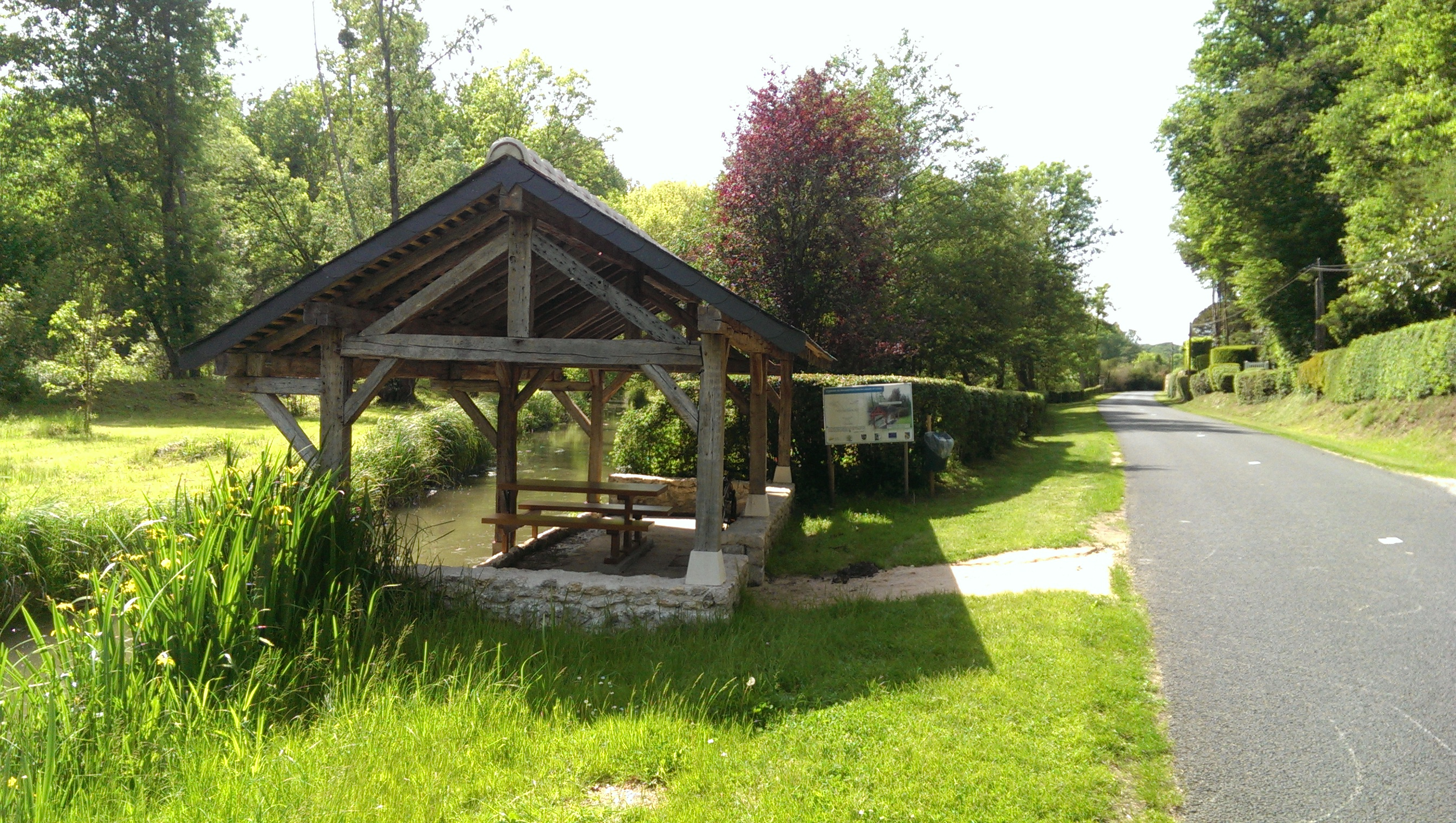
Le lavoir Saint-Louis.

- Les ruines du château de Bury (Molineuf) : ancienne forteresse construite au XIe siècle sous les comtes de Blois, un château de style Renaissance a été reconstruit sous l’impulsion de Florimont Robertet, si beau qu'il fut un temps considéré comme le rival de Chambord.
- Les tranchées des Sablonnières (Chambon-sur-Cisse), site d'entraînement de la Première Guerre mondiale en forêt de Blois, monument historique inscrit le 10 avril 2015.
- Les lavoirs (Chambon-sur-Cisse), au nombre de quatre, dont le lavoir Saint-Louis, sur la Bouère. Celui-ci a été reconstruit en 2014 à l'emplacement du précédent lavoir démonté en 1975 et datant de 1908[61].
- Le jardin botanique du prieuré d'Orchaise,
- La promenade des Rinceaux (Molineuf), sur la rive gauche de la Cisse.
- La ferme des oliviers (Molineuf) : refuge pour animaux européens et exotiques.
- La fontaine (ou grotte) d'Orchaise, exsurgence karstique pénétrable[62],[63].

### Monuments religieux

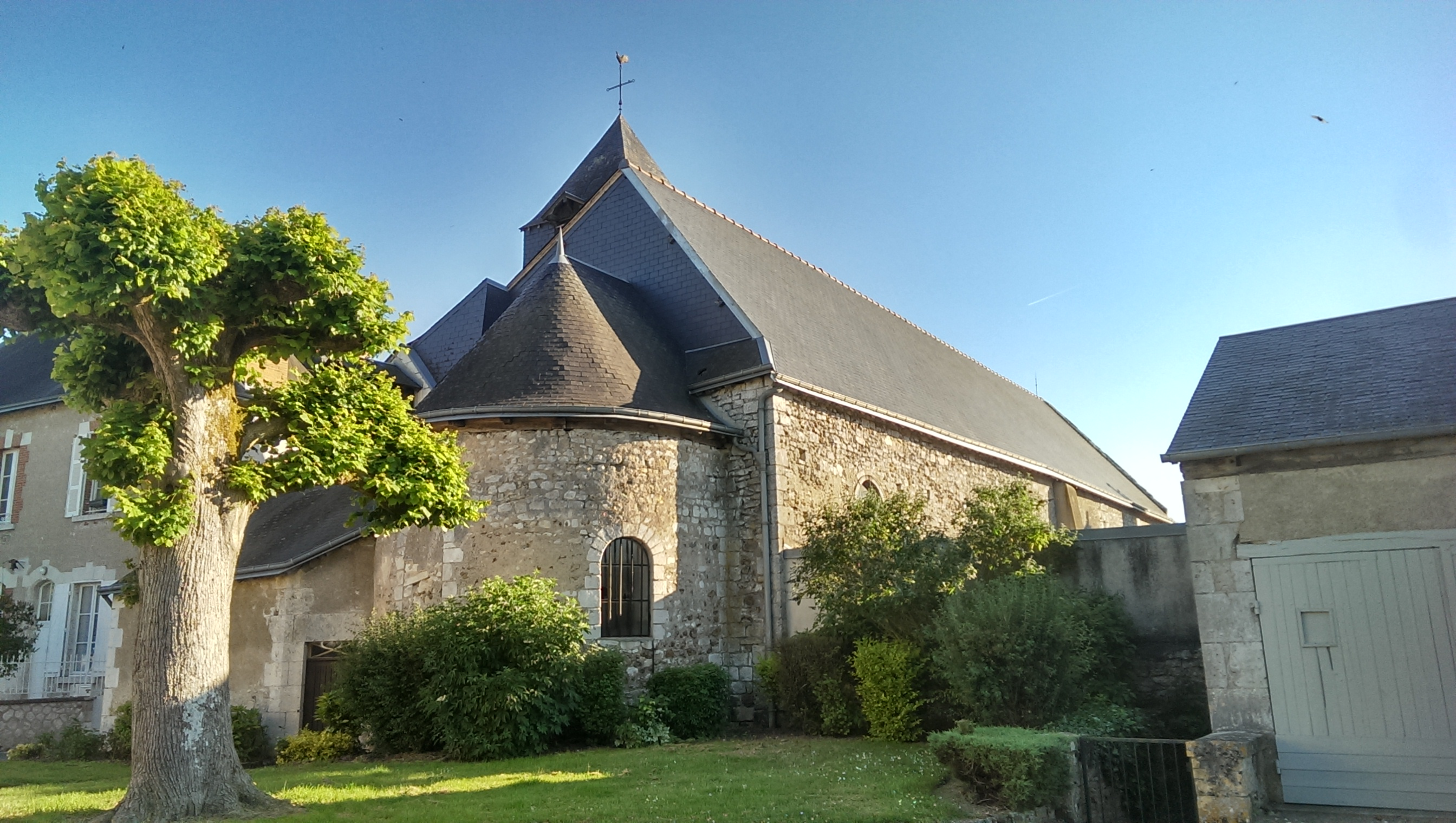
L'église Saint-Julien de Chambon-sur-Cisse.

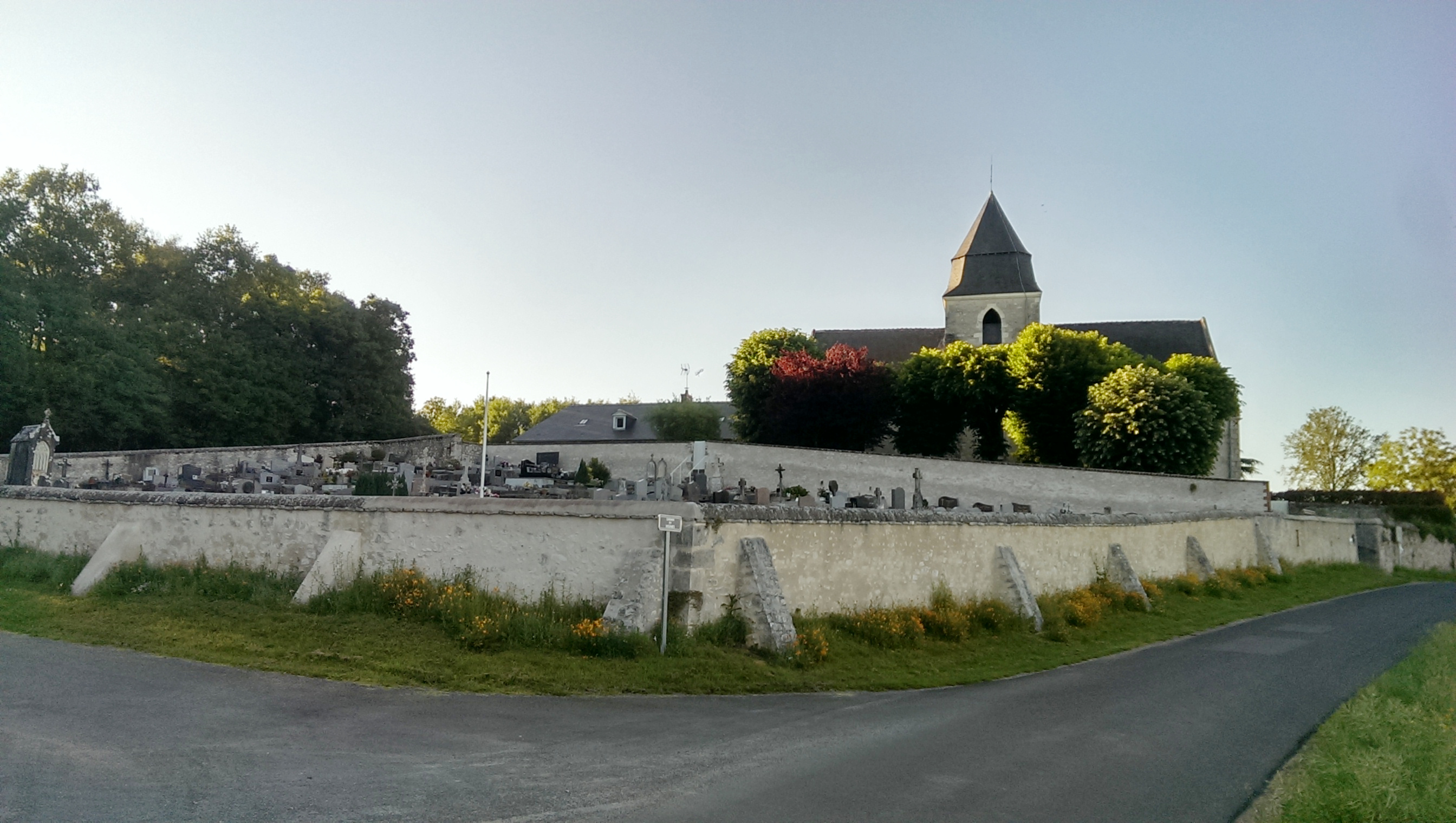
L'église Saint-Secondin de Molineuf.

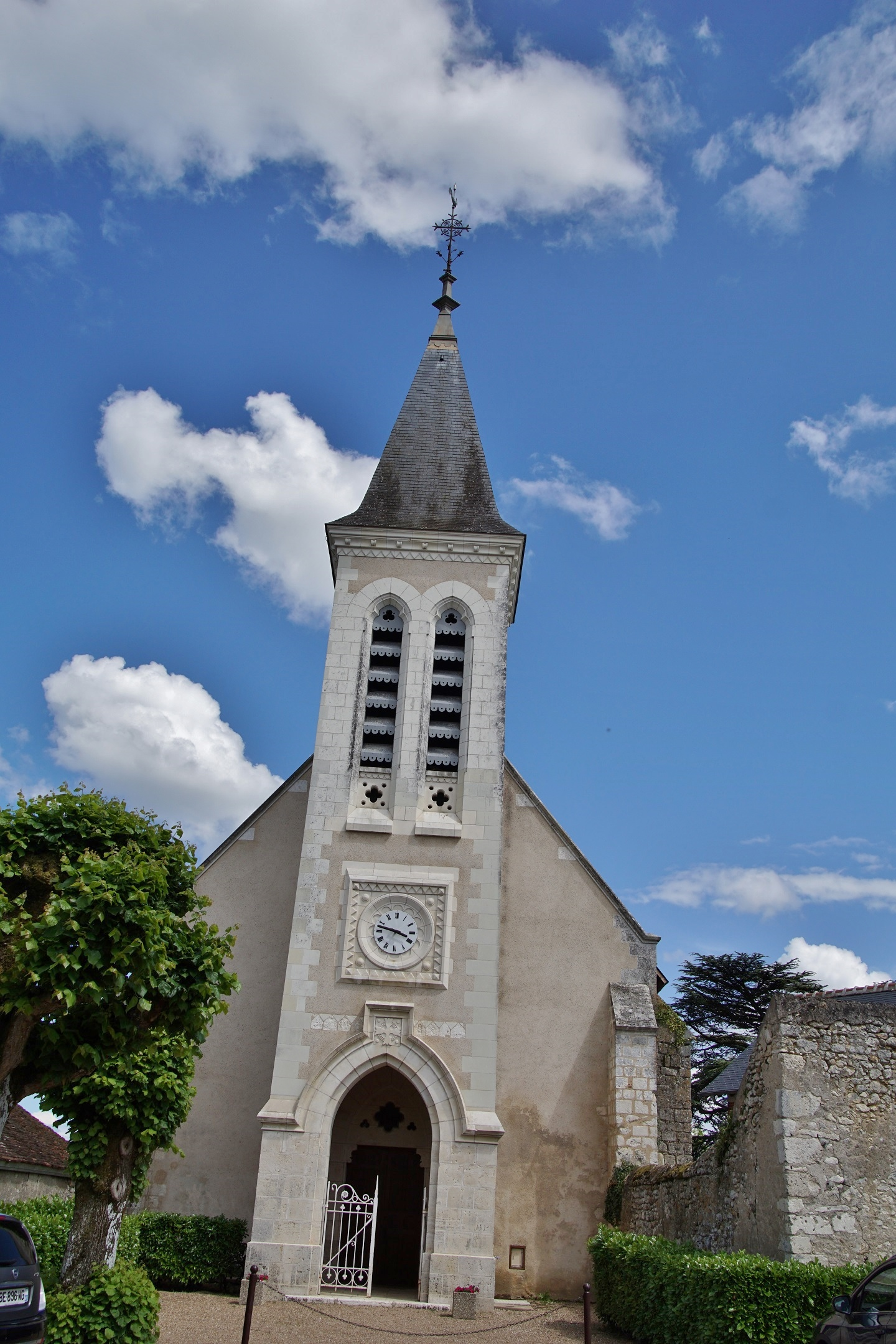
L'église Saint-Barthelémy d'Orchaise.

Valencisse comprend naturellement les églises de ses communes déléguées :
- l'église Saint-Julien (Chambon-sur-Cisse, XIIe siècle),
- l'église Saint-Secondin (Molineuf, XIe siècle),
- l'église Saint-Barthélémy (Orchaise, XIXe siècle).

### Personnalités liées à la commune
Il convient de se reporter aux articles consacrés aux anciennes communes fusionnées.